# Karin Angermeyer
Karin Angermeyer (Nördlingen, 15 gennaio 1955) è un'ex cestista tedesca.

## Carriera
Con la Germania Ovest ha disputato i Campionati europei del 1976.